# ديريك جرمان
ديريك جرمان (بالإنجليزية: Derek Jarman)‏ (و. 1942 – 1994 م) هو مخرج سينمائي، وممثل، وكاتب سيناريو، وكاتب يوميات، ورسام، ومصمم أزياء من المملكة المتحدة .
توفي عن عمر يناهز 52 عاماً.

## التعليم
تعلم في كلية سلايد للفنون الجميلة ‏ (1963–1967)، وكلية كينجز لندن

## روابط خارجية
- ديريك جرمان على موقع IMDb (الإنجليزية)
- ديريك جرمان على موقع مونزينجر (الألمانية)
- ديريك جرمان على موقع ألو سيني (الفرنسية)
- ديريك جرمان على موقع ميوزك برينز (الإنجليزية)
- ديريك جرمان على موقع تيرنر كلاسيك موفيز (الإنجليزية)
- ديريك جرمان على موقع أول موفي (الإنجليزية)
- ديريك جرمان على موقع قاعدة بيانات الأفلام السويدية (السويدية)
- ديريك جرمان على موقع إن إن دي بي (الإنجليزية)
- ديريك جرمان على موقع ديسكوغز (الإنجليزية)
- ديريك جرمان على موقع قاعدة بيانات الفيلم (الإنجليزية)